# Steffen Höhne
Steffen Höhne (* 26. Oktober 1958 in Düsseldorf) ist ein deutscher Kulturwissenschaftler, Germanist, Politikwissenschaftler, Historiker und Hochschullehrer.

## Leben und Wirken
Steffen Höhne studierte Germanistik, Geschichts- und Politikwissenschaft an der Heinrich-Heine-Universität Düsseldorf und Wirtschaftswissenschaft an der Universität Duisburg. Von 1987 bis 1992 war er wissenschaftlicher Mitarbeiter im Bereich Germanistik der Universität Düsseldorf. 1989 wurde er mit einer Arbeit über Jeremias Gotthelf und Gottfried Keller zum Dr. phil. promoviert. Von 1992 bis 1996 war er DAAD-Lektor am Lehrstuhl Germanistik der Karls-Universität in Prag. Danach wurde er Hochschulassistent an der Friedrich-Schiller-Universität Jena. 2000 habilitierte er sich in Jena mit einer Arbeit über die deutsch-tschechischen Beziehungen im Zeitalter der Restauration 1815 bis 1848. Im Sommersemester 2000 wurde er Professor für Kulturmanagement am Institut für Musikwissenschaft Weimar-Jena der Hochschule für Musik Franz Liszt Weimar und der Universität Jena.
Steffen Höhne hatte Gastaufenthalte an der Leuphana Universität Lüneburg und an der Universität Witten/Herdecke, in den Vereinigten Staaten an der University of Mississippi (Oxford), in Dänemark an der Süddänischen Universität (Odense), in Finnland an der Universität Jyväskylä und an der Universität Helsinki, in Tschechien an der Karls-Universität (Prag) und an der Akademie der musischen Künste in Prag und in Frankreich an der Université d’Evry Val d’Esonne (Paris), an der Université Paul Valéry (Montpellier) und an der Université Toulouse–Jean Jaurès.
Seine Forschungsschwerpunkte sind Theoriebildung im Kulturmanagement, Kulturpolitik mit Schwerpunkt Ostmitteleuropa, Markenbildung in der Hochkultur, historische Publikumsforschung und Musikwirtschaft.
Er veröffentlichte Biografien, biografische Arbeiten und Rezensionen unter anderem zu Otokar Fischer, August Sauer, Franz Spina, Franz Kafka, Johannes Urzidil, Max Brod und Clemens Brentano.

## Funktionen und Mitgliedschaften
Steffen Höhne ist Geschäftsführender Herausgeber der Brücken. Germanistisches Jahrbuch Tschechien – Slowakei. Er ist Mitherausgeber der Zeitschrift für Kulturmanagement: Kunst, Politik, Wirtschaft und Gesellschaft. und der Reihen Weimarer Studien zu Kulturpolitik und Kulturökonomie (mit Sigrid Bekmeier-Feuerhahn) und Intellektuelles Prag im 19. und 20. Jahrhundert (mit Alice Stašková, Václav Petrbok und Štěpán Zbytovský).
Er ist Mitglied im internationalen Redaktionsbeirat der Bohemia. Zeitschrift für Geschichte und Kultur der Böhmischen Länder und des wissenschaftlichen Beirates der Austriaca. Cahiers universitaires d’information sur l’Autriche und der Cahiers d’Etudes Germaniques.
Steffen Höhne ist seit 2006 Mitglied des Johann Gottfried Herder-Forschungsrates in Marburg und seit 2017 dessen Präsident. 2007 war er Gründungsvorsitzender des Fachverbandes Kulturmanagement und bis 2016 Mitglied des Vorstandes. Er ist Vorstandsmitglied des Forschungsinstituts für die Geschichte Tschechiens und der Slowakei Collegium Carolinum und Assoziiertes Mitglied des „Centre de Recherche et d’Études Germaniques“ der Université Toulouse–Jean Jaurès.

## Schriften
Autor:
- Jeremias Gotthelf und Gottfried Keller im Lichte ethnologischer Theorien. Dissertation. Universität Düsseldorf 1989. Francke, Bern/Stuttgart 1989, ISBN 3-317-01673-6.
- Das grosse Deutschbuch. Ein Ratgeber für Schule und Berufsalltag. Naumann und Göbel, Köln 1992, ISBN 3-625-10436-9.
- Deutsch. Grammatik, Rechtschreibung und Zeichensetzung. Neuer Pawlak-Verlag, Köln 1994, ISBN 3-86146-121-8.
- Öffentliche Diskurse um Nationalität und Ethnizität im Spannungsfeld von böhmischen Landespatriotismus und nationaler Desintegration. Ein Beitrag zur Entstehung der „deutsch-tschechischen Konfliktgemeinschaft“ im Zeitalter der Restauration (1815–1848) aus philologischer Perspektive. Habilitationsschrift, Universität Jena 2000, DNB 959615709.
- Kunst- und Kulturmanagement. Fink, Paderborn 2009, ISBN 978-3-7705-4662-6.
- Otokar Fischers Gottfried Keller-Lektüre. Eine wissenschaftshistorische Betrachtung. In: Václav Petrbok, Alice Stašková, Štěpán Zbytovský (Hrsg.): Otokar Fischer (1883–1938). Ein Prager Intellektueller zwischen Dichtung und Wissenschaft. Böhlau, Wien/Köln/Weimar 2020, ISBN 978-3-412-51799-1, S. 389–406.
- mit Sibylle Höhne: Clemens Brentano. Die Gründung Prags (1814/1815). Winter, Heidelberg 2020, ISBN 978-3-8253-4647-8.

Herausgeber:
- mit Marek Nekula: Sprache, Wirtschaft, Kultur. Deutsche und Tschechen in Interaktion. Iudicium, München 1997, ISBN 3-89129-630-4.
- mit Andreas Ohme: Prozesse kultureller Integration und Desintegration. Deutsche, Tschechen, Böhmen im 19. Jahrhundert. Konferenzschrift. Oldenbourg, München 2005, ISBN 3-486-57588-0.
- „Amerika, Du hast es besser“?: Kulturpolitik und Kulturförderung in kontrastiver Perspektive (= Weimarer Studien zu Kulturpolitik und Kulturökonomie. Band 1). Leipziger Universitäts-Verlag, Leipzig 2005, ISBN 3-86583-053-6.
- Mitherausgeber: Kulturbranding. Positionen, Ambivalenzen, Perspektiven zwischen Markenbildung und Kultur. 4 Teile. Leipziger Universitäts-Verlag, Leipzig 2006–2014, DNB 993010040.
- mit Justus H. Ulbricht: Wo liegt die Ukraine? Standortbestimmung einer europäischen Kultur. Böhlau, Köln/Weimar/Wien 2009, ISBN 978-3-412-20347-4.
- mit Uli Kostenbader, Hellmut Seemann: Krisenmanagement. Der Brand und seine Folgen – die Herzogin-Anna-Amalia-Bibliothek in Weimar. Leipziger Universitäts-Verlag, Leipzig 2009, ISBN 978-3-86583-381-5.
- mit Ludger Udolph: Deutsche – Tschechen – Böhmen. Kulturelle Integration und Desintegration im 20. Jahrhundert. Böhlau, Köln/Weimar/Wien 2010, ISBN 978-3-412-20493-8.
- August Sauer (1855–1926). Ein Intellektueller in Prag zwischen Kultur- und Wissenschaftspolitik. Böhlau, Köln/Wien 2010, ISBN 978-3-412-21344-2.
- mit Ludger Udolph: Franz Spina (1868–1938). Ein Prager Slavist zwischen Universität und politischer Öffentlichkeit. Böhlau, Köln/Wien 2011, ISBN 978-3-412-21455-5.
- mit Peter Becher, Marek Nekula: Kafka und Prag. Literatur-, kultur-, sozial- und sprachhistorische Kontexte. Böhlau, Köln/Weimar/Wien 2012, ISBN 978-3-412-20777-9.
- Kulturwissenschaft(en) im europäischen Kontext. Fachhistorische Entwicklungen zwischen Theoriebildung und Anwendungsorientierung. Lang, Frankfurt am Main 2013, ISBN 978-3-631-62674-0.
- mit Dorothée Merchiers, Jacques Lajarrige: Kann Literatur Zeuge sein? Poetologische und politische Aspekte in Herta Müllers Werk. Lang, Frankfurt am Main u. a. 2013, ISBN 978-3-0343-1390-2.
- mit Klaus Johann, Mirek Němec: Johannes Urzidil (1896–1970). Ein „hinternationaler“ Schriftsteller zwischen Böhmen und New York. Böhlau, Köln/Weimar/Wien 2013, ISBN 978-3-412-20917-9.
- Mitherausgeber: Die Kunst des Möglichen – Management mit Kunst. Herausgegeben im Auftrag des Fachverbandes für Kulturmanagement. Transcript, Bielefeld 2013, ISBN 978-3-8376-2688-9.
- Mitherausgeber: Theorien für den Kultursektor. Jahrbuch für Kulturmanagement 2010. Transcript, Bielefeld 2014, ISBN 978-3-8394-1641-9.
- Mitherausgeber: Kulturmanagement und Kulturpolitik. Jahrbuch für Kulturmanagement 2011. Transcript, Bielefeld 2014, ISBN 978-3-8394-1963-2.
- Mitherausgeber: Zukunft Publikum. Jahrbuch für Kulturmanagement 2012. Transcript, Bielefeld 2014, ISBN 978-3-8394-2285-4.
- Mitherausgeber: Die Kunst des Möglichen – Management mit Kunst. Jahrbuch für Kulturmanagement 2013. Transcript, Bielefeld 2014, ISBN 978-3-8394-2688-3.
- mit Matthias Maier, Wolf-Georg Zaddach: Musikwirtschaft 2.0. Bestandsaufnahmen und Perspektiven. Leipziger Universitäts-Verlag, Leipzig 2014, ISBN 978-3-86583-854-4.
- mit Ludger Udolph: Franz Kafka. Wirkung und Wirkungsverhinderung. Böhlau, Köln/Weimar/Wien 2014, ISBN 978-3-412-22336-6.
- mit Anna-Dorothea Ludewig, Julius H. Schoeps: Max Brod (1884–1968). Die Erfindung des Prager Kreises. Böhlau, Köln/Weimar/Wien 2016, ISBN 978-3-412-50192-1.
- mit Gérard Siary, Philippe Wellnitz: Helden und Heldenmythen als soziale und kulturelle Konstruktion. Deutschland, Frankreich und Japan. Leipziger Universitäts-Verlag, Leipzig 2017, ISBN 978-3-96023-069-4
- mit Peter Becher, Jörg Krappmann, Manfred Weinberg: Handbuch der deutschen Literatur Prags und der Böhmischen Länder. Metzler, Stuttgart 2017, ISBN 978-3-476-05400-5.
- mit Anna-Dorothea Ludewig: Goethe und die Juden – die Juden und Goethe. Beiträge zu einer Beziehungs- und Rezeptionsgeschichte. De Gruyter, Berlin 2018, ISBN 978-3-11-052827-5.
- Mitherausgeber: Franz Kafka und die Musik. Böhlau, Köln/Weimar/Wien 2018, ISBN 978-3-412-51112-8.
- Kulturpolitik in Ostmittel- und Südosteuropa (1945–2015). Harrassowitz, Wiesbaden 2019, ISBN 978-3-447-19934-6.
- mit Manfred Weinberg: Franz Kafka im interkulturellen Kontext. Böhlau, Wien/Köln/Weimar 2019, ISBN 978-3-412-51551-5.
- Zusammenbruch, Trauma, Triumph. Das Epochenjahr 1918 und sein Nachleben in Zentral-, Ostmittel- und Südosteuropa. Harrassowitz, Wiesbaden 2019, ISBN 978-3-447-11535-3.
- mit Václav Petrbok, Helena Březinová: Arnošt Vilém Kraus (1859–1943). Wissenschaftler und Kulturpolitiker. Böhlau, Köln/Weimar/Wien 2021, ISBN 978-3-412-52144-8.
- mit Dieter Heimböckel, Manfred Weinberg: Interkulturalität, Übersetzung, Literatur. Das Beispiel der Prager Moderne. Böhlau, Köln/Weimar/Wien 2022, ISBN 978-3-412-52364-0.